# Dioscorea bulbotricha
Dioscorea bulbotricha är en enhjärtbladig växtart som beskrevs av Hand.-mazz. Dioscorea bulbotricha ingår i släktet Dioscorea och familjen Dioscoreaceae. Inga underarter finns listade i Catalogue of Life.